# Projekt UFO
Projekt UFO – polski serial w reżyserii Kaspra Bajona. Fabuła nawiązuje do historii UFO w Emilcinie, jest jednak przeniesiona w lata 80. u progu stanu wojennego, do fikcyjnej warmińskiej miejscowości Truskasy.

## Obsada
- Piotr Adamczyk – Jan Polgar
- Mateusz Kościukiewicz – Zbigniew Sokolik
- Maja Ostaszewska – Weronika "Wera" Wierusz, żona Henryka
- Julia Kijowska – kpr. MO Julia Borewicz
- Adam Woronowicz – sekretarz PZPR Henryk Wierusz
- Marianna Zydek – Lenta Nałęcz-Polgar, żona Jana
- Stanisław Pąk – Józef Kunik
- Janusz Chabior – Generał
- Daria Kalinchuk – Sara Borewicz, córka Julii i Zbigniewa
- Juliusz Krzysztof Warunek – Borewicz, ojciec Julii
- Dobromir Dymecki – sierż. Stefan Kunik
- Piotr Cyrwus – Tadeusz Gajewski, ufolog